# Krąg-Buszyno
Krąg-Buszyno (niem. Krangen-Bussin) – nieistniejąca już wspólna stacja kolejowa Krągu i Buszyna. Stacja została oddana do użytku 1 listopada 1921 roku, a w 1945 roku została rozebrana po wkroczeniu Armii Czerwonej.